# Sénat du New Jersey
221e législature du New Jersey
Capitole de l'État du New Jersey
Le Sénat du New Jersey (en anglais : New Jersey Senate) est la chambre haute de la législature du New Jersey, l'organe législatif de cet État américain.
Le Sénat est présidé depuis 2022 par le démocrate Nicholas Scutari.

## Historique
À la suite des élections du 7 novembre 2023, le Parti démocrate détient 25 des 40 sièges du Sénat.

## Système électoral
Le Sénat du New Jersey est composé de 40 sièges pourvus au scrutin uninominal majoritaire à un tour dans autant de circonscriptions que de sièges à pourvoir, selon un calendrier particulier appelé système de mandat 2-4-4. Les sénateurs sont intégralement renouvelés, mais alternent un mandat de deux ans, suivis de deux de quatre ans. Le but est de permettre un redécoupage des circonscriptions après le recensement des États-Unis, qui a lieu tous les dix ans. Le premier mandat de chaque décennie est donc toujours celui de deux ans, le Sénat étant renouvelé dans sa totalité les années impaires se terminant par « 1 », « 3 » et « 7 »,.
Pour être élu sénateur, un candidat doit avoir au moins 30 ans, résider dans le New Jersey depuis quatre ans et vivre dans la circonscription où il se présente.
Le Sénat du New Jersey fait partie des rares législatures américaines à être renouvelée les années impaires.